# North Stoke (Somerset)
North Stoke – wieś w Anglii, w hrabstwie ceremonialnym Somerset, w dystrykcie (unitary authority) Bath and North East Somerset. Leży 11 km na wschód od miasta Bristol i 160 km na zachód od Londynu. Miejscowość liczy 72 mieszkańców.